# تری‌متیل‌فسفین
تری‌متیل‌فسفین (به انگلیسی: Trimethylphosphine) یک ترکیب شیمیایی با شناسه پاب‌کم ۶۸۹۸۳ است. که جرم مولی آن ۲۴۸٫۳۶۳۸۶ g/mol می‌باشد. شکل ظاهری این ترکیب، مایع بی‌رنگ است.